# انتاریو پلیس
انتاریو پلیس (انگلیسی: Ontario Place) یک مکان تفریحی، محل برگزاری رویداد، و پارک در تورنتو، انتاریو انتاریو، کانادا است. این مکان در سه جزیره مصنوعی با منظره‌سازی شده درست در کنار ساحل در دریاچه انتاریو، جنوب محل نمایشگاه و جنوب غربی مرکز شهر تورنتو واقع شده‌است.